# Sidi Ali Mellal
Sidi Ali Mellal (em árabe: سيدي علي ملال) é uma comuna localizada na província de Tiaret, Argélia. Sua população estimada em 2008 era de 7 193 habitantes.